# B.A.P의 어느 멋진 날
《B.A.P의 어느 멋진 날》은 2016년 10월 17일부터 2016년 12월 5일까지 MBC MUSIC에서 방송된 B.A.P의 리얼 버라이어티 프로그램이다.